# Prueba A/B
El término test A/B se utiliza en el ámbito del Marketing Digital y la Analítica web para describir experimentos aleatorios con dos variantes, A y B, siendo una la de control y la otra la variante. Otra forma de referirse generalmente a los test A/B es con el término segmento de prueba (test split), aunque este último método se aplica cuando se realizan experimentos con más de dos variantes. 
En el campo del diseño de páginas web (especialmente, cuando se diseñan experiencias de usuario), el objetivo es identificar los cambios que incrementan o maximizan un resultado determinado (por ejemplo, la proporción de clics que recibe un banner publicitario). Como el propio término indica, se comparan dos versiones (A y B), que son idénticas salvo por una variación que puede afectar al comportamiento del usuario. La versión A puede ser la que se esté utilizando en un momento determinado (control), mientras que la versión B se modifica en algún aspecto concreto (variante). Por ejemplo, en una página web de comercio electrónico, el proceso de compra es normalmente un buen candidato para realizar un test A/B, dado que, incluso mejoras marginales en la tasa de abandono, pueden implicar incrementos significativos en las ventas. Igualmente, se pueden observar mejoras cuando se modifican elementos como el texto, la disposición de elementos (layout), imágenes y colores, aunque no siempre es el caso.
Los test A/B se han descrito como una especie de cambio en la filosofía y en la estrategia de la administración de empresas. Sin embargo, su uso cuenta con una amplia tradición dentro de la investigación científica. Los test A/B como filosofía de desarrollo web (por ejemplo, dentro de metodologías como el Lean Startup) acercan este campo al amplio movimiento de las prácticas de diseño basadas en evidencias.

## Historia
Al igual que ocurre en otros campos, fijar una fecha concreta para establecer la llegada de un nuevo método es muy difícil debido a la continua evolución de un tema. En cualquier caso, la diferencia de la que se podría partir es el momento en el que cambia la manera de presuponer la información, es decir, cuando se deja a un lado la presunción de cierta información considerada como una opinión general, y se comienza a interpretar la opinión de cada individuo como muestra única y aislada en un estudio.
Este trabajo fue realizado en 1908 por William Sealy Gosset, cuando alteró la prueba Z para crear la prueba t de Student.

## Un ejemplo de campaña por correo electrónico (emailing)
Una empresa con una base de datos de 2.000 clientes crea una campaña de correo electrónico con un código de descuento. Su objetivo es generar ventas a través de su sitio web. 
Se crea dos versiones del mismo correo electrónico pero con diferentes intenciones. Una anima a realizar una compra, y la otra contiene el código promocional.
- A 1.000 personas se les envió un correo electrónico diciendo: "¡La oferta finaliza este sábado! Use el código A1"
- A otras 1.000 personas se les envió un correo electrónico diciendo: "¡La oferta termina pronto! Use el código B1".

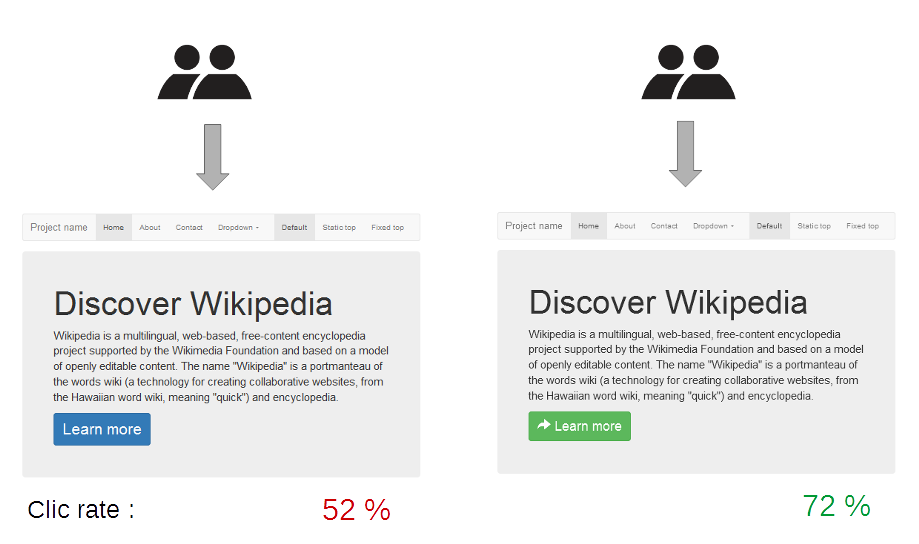
Test A/B

Todos los demás elementos del correo incluido el diseño, eran idénticos. La campaña finalizó con una alta tasa de éxito mediante el análisis de la utilización de los códigos promocionales. El correo electrónico con el código A1 obtuvo un 5% de tasa de respuesta (50 de las 1.000 personas a las que se le envió el correo electrónico), y el correo electrónico con el código B1 obtuvo una tasa de respuesta del 3% (30 de las 1.000 personas a las que se le envió el correo electrónico). 
La empresa determinó que, en este caso, la primera llamada a la acción era más eficaz y la utilizaría en las futuras ventas. Si se requiriera un enfoque más matizado, se necesitaría la aplicación de pruebas estadísticas para determinar si las diferencias en las tasas de respuesta entre A1 y B1 fueron causales por el contenido(ref)
El propósito de la prueba era determinar cuál es el camino más eficaz para alentar a los clientes a realizar una compra. Sin embargo, si el objetivo de la prueba era para ver cuál de los correos electrónicos que generaba el mayor click-rate (es decir, el número de personas que realmente hacen clic en el sitio web después de recibir el correo electrónico) los resultados podrían haber sido diferentes.
Muchos de los clientes que recibieron el código B, a los cuales no se les enseñaba la fecha final de la promoción para acceder al sitio web, no sintieron la necesidad de hacer una compra inmediata. Sin embargo, si el propósito de la prueba hubiera sido ver qué correo electrónico traería más tráfico al sitio web, el correo electrónico con el código B1 bien podría haber tenido más éxito. Una prueba de A/B debe tener un resultado definido que sea medible como el número de ventas realizadas, porcentaje de clics, o el número de personas que se registra, etc.

## Herramientas
- AB Tasty: Plataforma CRO todo en uno con la que puedes realizar A/B testing, crear personalizaciones web y generar engagement.
- Google Analytics: permite analizar cualquier mínimo detalle de una web, así como conocer el comportamiento de los usuarios que visitan una web y recopilar mucha información relacionada con la que poder trabajar y tomar decisiones posteriormente. Se trata de una herramienta bastante completa y por lo tanto bastante compleja, pero, al contrario que otras, se puede obtener de manera gratuita.

- Google Optimize: permite crear diferentes variantes en distintos tipos de test, así como la personalización HTML y CSS del sitio a testar

- Crazy Egg: es una herramienta más sencilla que crea mapas de calor de una web en función del comportamiento que adoptan los usuarios en cada visita. Permite saber por donde se desplazan los usuarios cuando navegan por una web y, por lo tanto, comparar los resultados obtenidos modificando elementos de la misma.

- Mixpanel: es una manera distinta y sencilla de aproximarse al mundo de la analítica web. Cuenta con funciones de marketing en línea interesantes para mejorar el engagement de los usuarios que visitan una web.

- KISSmetrics: herramienta dedicada principalmente al eCommerce, su objetivo es estudiar las acciones de los usuarios. Su método, al igual que Mixpanel, es diferente al de Google Analytics.

- Optimizely: permite crear diferentes versiones de una web de una manera rápida sin necesidad de programarlas, con el fin de analizarlas y decidir cuál es la más adecuada para su posterior desarrollo.

- Unbounce: destaca su facilidad de uso y gran abanico de plantillas disponibles preconfiguradas destinadas a la creación de Landing Pages. Permite crear varias versiones alternativas de una manera rápida y ágil, y comparar posteriormente sus ratios de conversión.

## Test Multivariante

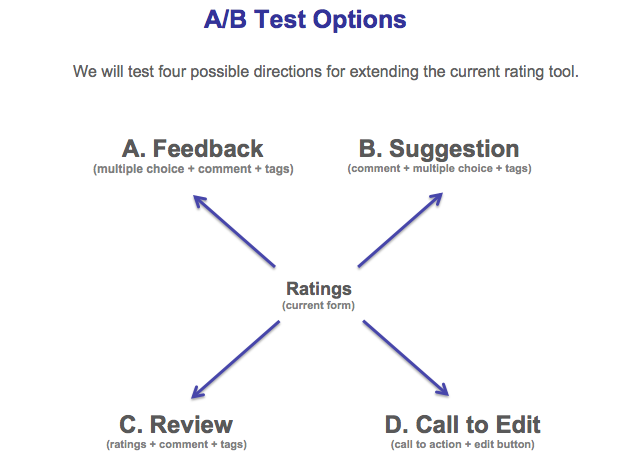
Test A/B

A menudo los conceptos de test multivariante y Test A / B son motivo de confusión. La función de ambos es parecida, pero la diferencia primordial entre ambos es que en el primero se introducen más elementos sobre los que hacer pruebas.
El pilar fundamental de los Tests A/B es que la comparación que se lleva a cabo de dos versiones de un sitio web se realiza con el fin de comparar un único elemento cada vez, mientras que en los test multivariantes se realiza la comparación simultánea de diferentes variables a la vez.
Puesto que existe cierta similitud entre ambos tests, ya que comparten la misma función y se distinguen por la cantidad de versiones a examinar o estudiar, serán los tests multivariantes los más adecuados para sitios web que contengan una mayor cantidad de elementos. En consecuencia, la puesta en marcha de dicho test multivariante será más complicada que la de un test A / B.

Al realizar un test multivariante, no se está probando una versión diferente de una página web como ocurre en el caso del Test A / B. Lo que se realiza es una prueba mucho más sutil de los elementos que incorpora una página web. La misión del test multivariante es proporcionar una idea de cuáles son los elementos de una página web que juegan un papel más relevante a la hora de alcanzar el objetivo y propósito de una página web.

Los test multivariantes son más complicados y, por lo tanto, su uso está destinado a los test de marketing avanzado, ya que dotan de información relacionada con el cliente. Información sobre la manera en la que interactúa con el sitio web, proporcionando muchas más combinaciones posibles para mejorar la experiencia del usuario.